# عاشیق‌شنلیک
عاشیق‌شنلیک (به ترکی استانبولی: Aşıkşenlik) یک منطقهٔ مسکونی در ترکیه است که در ناحیه آناتولی شرقی واقع شده‌است. عاشیق‌شنلیک ۸۹۶ نفر جمعیت دارد و ۱٬۹۱۵ متر بالاتر از سطح دریا واقع شده‌است.